# Cynar (equip ciclista)

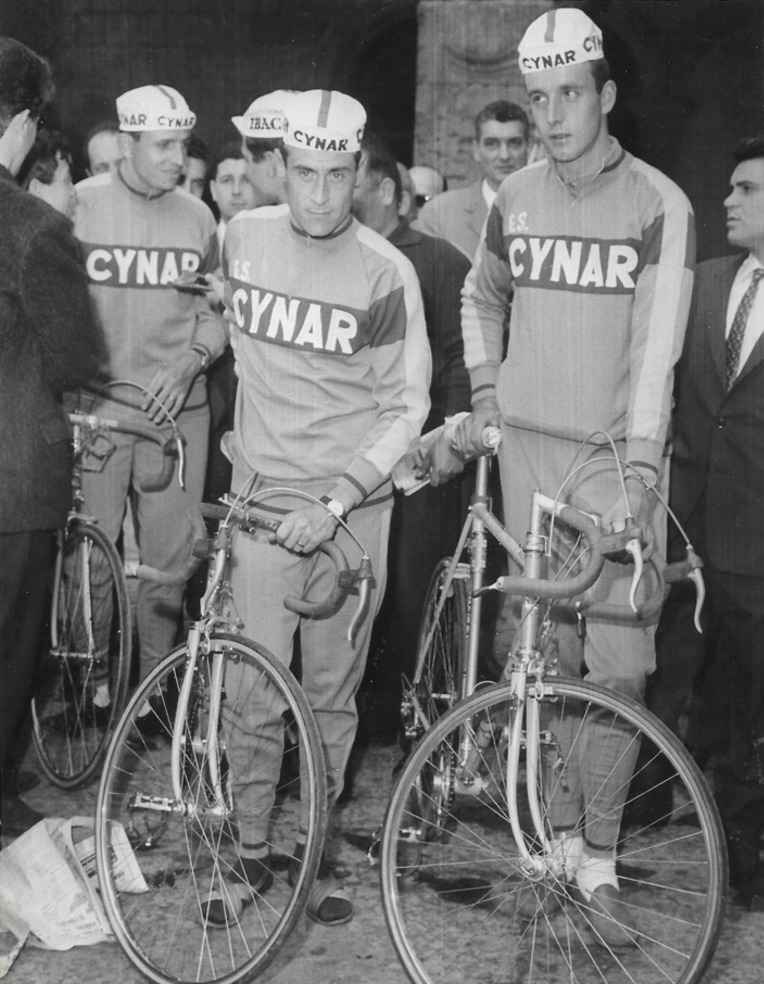
Ercole Baldini, Attilio Moresi i Roland Zöffel al 1963

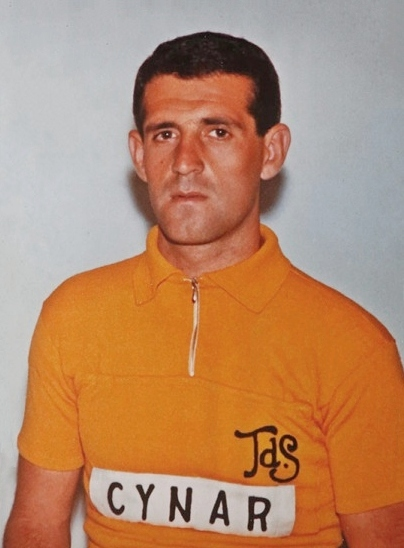
Giuseppe Fezzardi al 1963

L'equip Cynar va ser un equip ciclista italià, de ciclisme en ruta que va competir entre 1963 i 1965. El seu sponsor era la marca italiana de licor Cynar.

## Principals resultats
- Coppa Placci: Ercole Baldini (1963)
- Giro de la Romanya: Bruno Mealli (1963)
- Giro de la Província de Reggio de Calàbria: Ercole Baldini (1963), Diego Ronchini (1964)
- Volta a Suïssa: Giuseppe Fezzardi (1963), Rolf Maurer (1964)
- Tour del Nord-oest de Suïssa: Rudolf Hauser (1963), Robert Lelangue (1965)
- Tour de Romandia: Rolf Maurer (1964)
- Giro del Laci: Bruno Mealli (1964)

### A les grans voltes
- Giro d'Itàlia
  - 2 participacions (1963, 1964)
  - 4 victòries d'etapa:
    - 2 el 1963: Vittorio Adorni (2)
    - 2 el 1964: Rolf Maurer, Bruno Mealli

  - 0 classificació finals:
  - 0 classificació secundària:

- Tour de França
  - 0 participacions

- Volta a Espanya
  - 0 participacions